# イラク・プレミアリーグ
イラク・スターズリーグ（Iraq Stars League (アラビア語: دوري نجوم العراق）は、イラクにおけるプロサッカーの最上位リーグである。

## 概要
前身のリーグとしては1962年に創設され、バグダード市内のクラブのみで構成された「League of the Institutes」が存在したが、アル・ショルタSCがほぼ毎年優勝している状態であった。
現在のプロリーグは1974年に設立され、リーグは全20クラブで構成される。最多優勝クラブはアル・ザウラーSCである。2016年以降、リーグのタイトルスポンサーは不在となっている。
2023-2024シーズンから、リーグ名が「イラク・スターズリーグ」となっている。

## 大会形式
リーグは北部、南部、バグダード市内2グループの4グループに別れ、各地域のグループリーグを戦う。各グループの首位チームはプレーオフに進み、各グループ最下位の4チームは2部のイラク・プレミアディビジョンリーグに降格となる。
残りの12チームは再度3グループに編成され、グループリーグを戦い順位を決定する。最初の4グループの首位チームはプレーオフを戦い、優勝チーム及び準優勝チームはAFCチャンピオンズリーグ2出場権を得る。3位決定戦で勝利したチームはUAFAカップ出場権を得る。

## 所属クラブ
2012-13シーズン
| クラブ                             | ホームタウン |
| ---------------------------------- | ------------ |
| アル・カフラバーSC                 | バグダード   |
| アル・マサーフィー                 | バグダード   |
| アル・ミーナーSC                   | バスラ       |
| アル・ナフトSC                     | バグダード   |
| アル・ナジャフFC                   | ナジャフ     |
| アル・クウワ・アル・ジャウウィーヤ | バグダード   |
| アル・ショルタSC                   | バグダード   |
| アル・シナーアSC                   | バグダード   |
| アル・タラバSC                     | バグダード   |

| クラブ                     | ホームタウン |
| -------------------------- | ------------ |
| アル・ザウラーSC           | バグダード   |
| アルビールSC               | アルビール   |
| スレイマニヤ               | スレイマニヤ |
| ナフト・アル・ジャヌーブSC | バスラ       |
| バグダードFC               | バグダード   |
| ドホークSC                 | ドホーク     |
| カルバラーFC               | カルバラー   |
| キルクークFC               | キルクーク   |
| ザフーFC                   | ザフー       |

## 歴代優勝クラブ
| - 1974-75 : アル・クウワ・アル・ジャウウィーヤ・クラブ - 1975-76 : アル・ザウラーSC - 1976-77 : アル・ザウラーSC - 1977-78 : アル・ミーナー - 1978-79 : アル・ザウラーSC - 1979-80 : アル・ショルタSC - 1980-81 : タラバSC - 1981-82 : タラバSC - 1982-83 : サラーハッディーンFC - 1983-84 : アル・ジャイシュ - 1984-85 : イラン・イラク戦争のため中止 - 1985-86 : タラバSC - 1986-87 : アル・ラシード - 1987-88 : アル・ラシード - 1988-89 : アル・ラシード - 1989-90 : アル・クウワ・アル・ジャウウィーヤ・クラブ - 1990-91 : アル・ザウラーSC - 1991-92 : アル・クウワ・アル・ジャウウィーヤ・クラブ - 1992-93 : タラバSC | - 1993-94 : アル・ザウラーSC - 1994-95 : アル・ザウラーSC - 1995-96 : アル・ザウラーSC - 1996-97 : アル・クウワ・アル・ジャウウィーヤ・クラブ - 1997-98 : アル・ショルタSC - 1998-99 : アル・ザウラーSC - 1999-2000 : アル・ザウラーSC - 2000-01 : アル・ザウラーSC - 2001-02 : タラバSC - 2002-03 : イラク侵攻のため中止 - 2003-04 : イラク侵攻のため中止 - 2004-05 : アル・クウワ・アル・ジャウウィーヤ・クラブ - 2005-06 : アル・ザウラーSC - 2006-07 : アルビールSC - 2007-08 : アルビールSC - 2008-09 : アルビールSC - 2009-10 : ドホークSC - 2010-11 : アル・ザウラーSC - 2011-12 : アルビールSC | - 2012-13 : アル・ショルタSC - 2013-14 : アル・ショルタSC - 2014-15 : ナフト・アル・ワサトSC - 2015-16 : アル・ザウラーSC - 2016-17 : アル・クウワ・アル・ジャウウィーヤ・クラブ - 2017-18 : アル・ザウラーSC - 2018-19 : アル・ショルタSC - 2019-20 : 中止 - 2020-21 : アル・クウワ・アル・ジャウウィーヤ・クラブ - 2021-22 : アル・ショルタSC - 2022-23 : アル・ショルタSC - 2023-24 : アル・ショルタSC |  |

## 統計

### クラブ別優勝回数
| クラブ名                           | 優勝回数 |
| ---------------------------------- | -------- |
| アル・ザウラーSC                   | 14       |
| アル・クウワ・アル・ジャウウィーヤ | 7        |
| アル・ショルタSC                   | 7        |
| タラバSC                           | 5        |
| アルビールSC                       | 4        |
| アル・カルフ                       | 3        |
| アル・ジャイシュ                   | 1        |
| アル・ミナア                       | 1        |
| サラーハッディーンFC               | 1        |
| ドホークSC                         | 1        |
| ナフト・アル・ワサトSC             | 1        |